# Mateu Ametller Comellas
Mateu Ametller Comellas   (Ciutadella de Menorca, 1937 - 27 de novembre de 2017) fou un prolífic escultor en pedra de Ciutadella de Menorca.

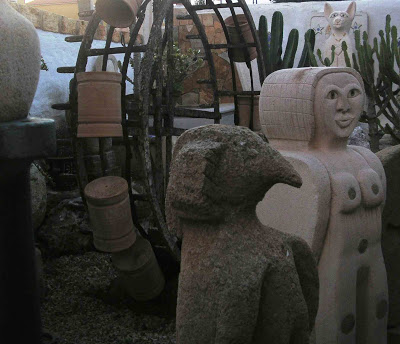
Obres de l'escultor Mateu Ametller al seu jardí

Nascut en una família de pagesos de Ciutadella, des de molt jove es va interessar en les escultures de fusta i ferro, la cultura egípcia i les figures antropomorfes. Va treballar a França recollint raïms fins que a la dècada del 1970 va tornar a Menorca, on va fer restaurants de carn a la brasa mentre decorava habitatges. Moltes de les seves obres es troben escampades a jardins particulars i en propietats privades de tot Menorca per bé que a Ciutadella es poden contemplar algunes de les seves creacions en rotondes i espais públics com ara el famós Gat de la rotonda del Canal Salat.